# Sergey Morgunov
Sergey Morgunov (en russe : Сергей Моргунов ; né le 9 février 1993 à Chakhty) est un athlète russe spécialiste du saut en longueur.

## Carrière
Il remporte le titre du saut en longueur des Championnats d'Europe juniors 2011 de Tallinn en réalisant la marque de 8,18 m à son sixième et dernier essai, devançant notamment le Polonais Tomasz Jaszczuk (8,11 m). Il améliore de 33 cm son record personnel.
Le 20 juin 2012, à l'occasion des championnats juniors de Russie, il réalise 8,35 m (+1,1 m/s), battant d'un centimètre le vieux record du monde juniors de Randy Williams qui datait de 1972. En juillet, Sergey Morgunov devient champion du monde junior avec un saut à 8,09 m réalisé à son premier essai. Il devance le Danois Andreas Trajkovski et l'Américain Jarrion Lawson. Pourtant détenteur avec ses 8,35 m de la meilleure performance mondiale de l'année, il ne parvient pas à se qualifier pour la finale de la longueur lors des Jeux olympiques de Londres, échouant à la seizième place (il n'y a que 12 qualifiés) avec 7,87 m.

### Palmarès
| Date | Compétition                   | Lieu      | Résultat | Marque |
| ---- | ----------------------------- | --------- | -------- | ------ |
| 2011 | Championnats d'Europe juniors | Tallinn   | 1er      | 8,18 m |
| 2012 | Championnats du monde juniors | Barcelone | 1er      | 8,09 m |
| 2013 | Championnats d'Europe espoirs | Tampere   | 2e       | 8,01 m |

### Records
| Épreuve          | Épreuve      | Performance | Lieu        | Date            |
| ---------------- | ------------ | ----------- | ----------- | --------------- |
| Saut en longueur | En plein air | 8,35 m      | Tcheboksary | 20 juin 2012    |
| Saut en longueur | En salle     | 7,94 m      | Volgograd   | 11 février 2012 |